# 丁国瑜
丁国瑜（1931年9月18日—），男，河北高阳人，中国地质学家，中国地震局研究员。曾任国家地震局副局长、中国地震学会理事长，国际地质对比计划第206项目主席。

## 生平
1931年出生于河北高阳。1952年北京大学地质系毕业。1959年获苏联莫斯科地质勘探学院副博士学位。1980年当选为中国科学院学部委员（院士）。1985年当选为第三世界科学院院士。